# 达米拉岛
达米拉岛（直译：「漂亮女儿岛」），旧称钻石岛 (英語：Diamond Island，位于伊洛瓦底省，靠近标志着勃生河入口的内格拉斯角。
该岛是綠蠵龜和赤蠵龜筑巢地。它现在是缅甸绿海龟的主要筑巢区之一，自1986年以来，岛上一直设有一个保护站。近年来，红树林的消失减少了海龟筑巢地点。2008年5月2日至3日的气旋纳尔吉斯也破坏了海龟巢穴和筑巢地点。渔业部门保护该岛并建立了孵化场以保护海龟的栖息地。

## 历史
此地曾设立了一个通讯站，现已关闭。该站于1908年与安达曼群岛建立了无线电联系，并与勃生建立了电报连接。

## 引用
1. 1 2  Imperial Gazetteer... (1908), p.161.
2. ↑  Imperial Gazetteer... (1908), p.314.
3. ↑  .   [18 November 2018]. （原始内容存档于4 October 2008）.
4. ↑  Maung Maung Lwin.  (PDF). Indian Ocean Turtle Newsletter （英语）. |number=被忽略 (帮助)
5. ↑  Wireless... (1912), p.18.